# Dialeurolonga rusostigmoides
Dialeurolonga rusostigmoides là một loài côn trùng cánh nửa trong họ Aleyrodidae, phân họ Aleyrodinae.
Dialeurolonga rusostigmoides được Martin miêu tả khoa học đầu tiên năm 1999.